# 1735 aux échecs
| Années des échecs : 1732 - 1733 - 1734 - 1735 - 1736 - 1737 - 1738    |
| Décennies des échecs : 1700 - 1710 - 1720 - 1730 - 1740 - 1750 - 1760 |

Cet article présente les faits marquants de l'année 1735 aux échecs.

## Événements majeurs
- Joseph Bertin publie un livre sur les échecs : The Noble Game of Chess[1]